# Peluda de l'estret de Bass
La peluda de l'estret de Bass (Arnoglossus bassensis) és un peix teleosti de la família dels bòtids i de l'ordre dels pleuronectiformes
present a les costes del sud d'Austràlia.
Pot arribar als 25 cm de llargària total.